# 权寺遗址
权寺遗址，位于山东省聊城市东昌府区李海务乡权寺村，是中华人民共和国山东省文物保护单位之一。
1992年6月12日，授予山东省文物保护单位，是一座古遗址。